# 230

## Úmrtí
- 23. května – Svatý Urban I. – 17. papež katolické církve

## Hlavy států
- Papež – Urban I. (222–230) + Hippolytus, vzdoropapež (217–235) » Poncián (230–235)
- Římská říše – Alexander Severus (222–235)
- Perská říše – Ardašír I. (224/226–240/241)
- Kušánská říše – Vásudéva I. (190–230) » Kaniška II. (230–247)
- Japonsko (region Jamataikoku) – královna Himiko (175–248)